# Doxocopa mima
Doxocopa mima är en fjärilsart som beskrevs av Hans Fruhstorfer 1907. Doxocopa mima ingår i släktet Doxocopa och familjen praktfjärilar. Inga underarter finns listade i Catalogue of Life.